# Marlène Rigaud Apollon
Marlène Rigaud Apollon (sinh ngày 23 tháng 5 năm 1945) là một nhà giáo dục và nhà văn người Haiti sống ở Hoa Kỳ từ năm 1964.
Cô sinh ra ở Cap-Haïtien và được đào tạo tại Học viện du Sacré-Cœur de Turgeau ở Port-au-Prince, sẽ lấy bằng cử nhân từ Đại học Maryland và bằng Thạc sĩ tại Đại học Towson. Cô đã dạy văn học Pháp và Pháp ở cấp tiểu học, trung học và đại học.
Tác phẩm của cô đã xuất hiện trên tạp chí Sapriphage định kỳ, Tạp chí Ngoại ngữ Utah và River City. Câu chuyện của cô "Manman pas kite yo koupe janm mwen, Mẹ ơi, đừng để họ cắt chân tôi" đã được đưa vào tuyển tập Haïti Rising (2010).

## Tác phẩm được chọn[1]
- Tôi muốn nhảy, thơ (1996)
- Si je n'avais que des hối tiếc, thơ (1997)
- Mặt trăng là chuối, tôi là tôi (1998)
- Haiti Trivia, thanh niên phi hư cấu (1998), bằng tiếng Anh, tiếng Pháp và Creole
- Haiti Art Trivia, thanh niên phi hư cấu (2002), bằng tiếng Anh và Creole
- Elle s'appelait Elizabeth: L'histoire de Mère Marie Lange, tiểu sử được dịch sang tiếng Anh với tên của cô là Elizabeth: Câu chuyện về Mẹ Mary Lange (2002)
- Cris de Colère, Chants d'espoir, thơ (2007)
- Louis Mercier, À la Reconquête de l'Idéal Haitien: Une voix d'hier pour aujourd'hui et bâu, tiểu sử được dịch sang tiếng Anh là Louis Mercier, để chiếm lại lãnh sự Haiti lý tưởng: Một giọng nói từ hôm qua cho hôm nay và ngày mai (2008)